# 木地达拉玉错
木地达拉玉错位于中国西藏自治区那曲市申扎县境内，地处申扎县南部，申扎杰岗山东南麓，南临越恰错。湖面海拔4804米，面积23.6平方公里。湖区年均气温约0～2℃左右，年均降水量约300毫米。湖水主要靠冰雪融水补给。集水区面积324平方公里。湖水经东北部的木地熊曲注入申扎藏布。